# Stephen Berg

Bischofswappen von Stephen Jay Berg

Stephen Jay Berg (* 3. März 1951 in Miles City, Montana, USA) ist ein US-amerikanischer römisch-katholischer Geistlicher und Bischof von Pueblo.

## Leben
Stephen Berg, ältester von zehn Geschwistern, studierte nach Besuch der Sacred Heart High School Musik an der Gonzaga University und der University of Colorado Boulder (Bachelor piano performance; 1973) und an der Eastern New Mexico University (Master piano performance; 1975) sowie an der Oblate School of Theology in San Antonio (Master of divinity; 1999). Er lehrte von 1976 bis 1982 Musik am Tarrant County College in Fort Worth. Von 1975 bis 1989 war er für Wolfe Nursery tätig, zuletzt als General Manager.
1993 trat er in das Assumption Seminary ein und studierte Philosophie und Theologie. Sein Onkel Joseph Leo Charron CPPS, Bischof von Des Moines, spendete ihm am 15. Mai 1999 das Sakrament der Priesterweihe für das Bistum Fort Worth. Er war Pfarrvikar und Administrator in mehreren Pfarreien in Fort Worth. Koadjutorbischof Kevin Vann ernannte ihn 2008 zum Generalvikar im Bistum Fort Worth. Zudem war er Moderator der Diözesankurie und Spiritual des Holy Trinity Seminary in Dallas. 
Mit Berufung von Kevin Vann auf den Bischofssitz von Orange in California, wurde Berg 2012 zum Administrator des Bistums Fort Worth bestellt.
Am 15. Januar 2014 ernannte ihn Papst Franziskus zum Bischof von Pueblo. Die Bischofsweihe spendete ihm der Erzbischof von Denver, Samuel Joseph Aquila, am 27. Februar desselben Jahres. Mitkonsekratoren waren sein Onkel Joseph Leo Charron, Altbischof von Des Moines, und der Bischof von Colorado Springs, Michael John Sheridan.

## Ehrungen
- Aufnahme in die Gemeinschaft der Kolumbusritter
- Aufnahme in die Gemeinschaft Serra International
- Investitur in den Ritterorden vom Heiligen Grab zu Jerusalem
- Ernennung zum Monsignore durch Papst Benedikt XVI. (2012)